# La promessa (film 2001)
La promessa (The Pledge) è un film del 2001 diretto da Sean Penn, con Jack Nicholson e Robin Wright.
Tratto dall'omonimo romanzo di Friedrich Dürrenmatt, è stato presentato in concorso al 54º Festival di Cannes.
A differenza del romanzo, ambientato nella Svizzera degli anni cinquanta, la pellicola è ambientata in una provincia americana negli anni Novanta, fra le montagne del Nevada.

## Trama
Il poliziotto Jerry Black, nel suo ultimo giorno di lavoro prima della pensione, si trova di fronte al brutale omicidio di una bambina di sette anni. La polizia arresta un indiano balordo, che prima si autoaccusa dell'omicidio, poi si suicida nel commissariato. Il caso viene chiuso, ma Black, che aveva promesso giustizia ai genitori della piccola, crede che l'omicida sia ancora in libertà e, sospettando la presenza di un serial killer, inizia delle indagini private. Grazie a un colloquio con una compagna di classe della vittima, viene a scoprire che la piccola incontrava un gigante vestito di nero, con una macchina nera e che le regalava porcospini.
Circoscrivendo l'area dove il killer ha operato, inizia una silenziosa caccia all'uomo: si ritira nella zona, compra un distributore di benzina e sembra rifarsi una vita, entrando in contatto con una barista che ha una figlia dell'età della bimba uccisa. Sempre più ossessionato dall'idea di trovare il killer, aspetta pazientemente che il folle si faccia di nuovo vivo, non esitando a servirsi della bimba come esca, fino al punto da convincere la madre (che non sospetta nulla) a comprarle un vestitino rosso, cioè dello stesso colore che indossavano le vittime prima di essere uccise. 
La bambina, infine, riceve una richiesta di appuntamento da un uomo misterioso, un "mago" che le regala dei dolcetti a forma di porcospino. Quando Jerry Black viene a conoscenza di questa informazione, non informa la madre ma convince i suoi ex colleghi ad aiutarlo: assieme a loro si apposta attorno al luogo dove è stato dato l'appuntamento, un'area picnic lungo un fiume, attendendo l'arrivo dell'assassino. Nessuno di loro sa che l'assassino muore in un incidente stradale, proprio mentre sta andando all'appuntamento. Attraverso una rapida scena, è possibile capire che il serial killer è Oliver, un uomo con i capelli bianchi che s'intravede all'interno della pasticceria dove Black ha chiesto informazioni su come trovare la nonna della vittima, quando aveva deciso di iniziare delle indagini da solo. 
Abbandonato dalla compagna, spaventata dalla sua psicosi e appreso dagli ex-colleghi di Black che egli ha cercato di usare sua figlia come esca, e lasciato dai suoi compagni (che però hanno visto una macchina nera in fiamme sulla strada del ritorno), Black rimane solo e precipita definitivamente nella follia, attendendo invano, anno dopo anno, l'arrivo del colpevole.

## Riconoscimenti
- 2002 - Premio Gianni Di Venanzo
  - Miglior fotografia straniera